# UCI Amèrica Tour 2016
L'UCI Amèrica Tour 2016 és la dotzena edició de l'UCI Amèrica Tour, un dels cinc circuits continentals de ciclisme de la Unió Ciclista Internacional. Està format per vint-i-nou proves, organitzades del 8 de gener al 25 de setembre de 2016 a Amèrica.

## Evolució del calendari

### Gener
| Data  | Cursa            | País      | Cat. | Vencedor         | Equip         |
| ----- | ---------------- | --------- | ---- | ---------------- | ------------- |
| 8-17  | Volta al Táchira | Veneçuela | 2.1  | Joseph Chavarria | Nestlé-Giant  |
| 18-24 | Tour de San Luis | Argentina | 2.1  | Dayer Quintana   | Movistar Team |

### Febrer
| Data | Cursa                             | País                 | Cat. | Vencedor       | Equip             |
| ---- | --------------------------------- | -------------------- | ---- | -------------- | ----------------- |
| 27-5 | Volta a la Independència Nacional | República Dominicana | 2.2  | Ismael Sánchez | Aero Cycling Team |

### Març
| Data  | Cursa             | País    | Cat. | Vencedor    | Equip      |
| ----- | ----------------- | ------- | ---- | ----------- | ---------- |
| 18-27 | Volta a l'Uruguai | Uruguai | 2.2  | Néstor Pías | Alas Rojas |

### Abril
| Data  | Cursa                     | País         | Cat. | Vencedor        | Equip                        |
| ----- | ------------------------- | ------------ | ---- | --------------- | ---------------------------- |
| 6-10  | Volta a Rio Grande do Sul | Brasil       | 2.2  | Murilo Affonso  | Funvic Soul Cycles-Carrefour |
| 21-24 | Joe Martin Stage Race     | Estats Units | 2.2  | Neilson Powless | Axeon-Hagens Berman          |

### Maig
| Data  | Cursa                                                        | País         | Cat. | Vencedor            | Equip                       |
| ----- | ------------------------------------------------------------ | ------------ | ---- | ------------------- | --------------------------- |
| 4-8   | Tour de Gila                                                 | Estats Units | 2.2  | Lachlan Morton      | Jelly Belly p/b Maxxis      |
| 15-22 | Volta a Califòrnia                                           | Estats Units | 2.HC | Julian Alaphilippe  | Etixx-Quick Step            |
| 19    | Campionats Panamericans de ciclisme en contrarellotge sub-23 | Veneçuela    | CC   | José Luis Rodríguez | Equip nacional de Xile      |
| 19    | Campionats Panamericans de ciclisme en contrarellotge        | Veneçuela    | CC   | Walter Vargas       | Equip nacional de Colòmbia  |
| 21    | Campionats Panamericans de ciclisme en cursa en línia sub-23 | Veneçuela    | CC   | José Luis Rodríguez | Equip nacional de Xile      |
| 22    | Campionats Panamericans de ciclisme en cursa en línia        | Veneçuela    | CC   | Jonathan Caicedo    | Equip nacional de l'Equador |
| 30    | Winston Salem Cycling Classic                                | Estats Units | 1.2  | Ryan Roth           | Silber Pro Cycling          |

### Juny
| Data  | Cursa                           | País         | Cat. | Vencedor        | Equip                  |
| ----- | ------------------------------- | ------------ | ---- | --------------- | ---------------------- |
| 5     | Philadelphia Cycling Classic    | Estats Units | 1.1  | Eduard Prades   | Caja Rural-Seguros RGA |
| 9-12  | Gran Premi ciclista de Saguenay | Canadà       | 2.2  | Ryan Roth       | Silber Pro Cycling     |
| 13-26 | Volta a Colòmbia                | Colòmbia     | 2.2  | Mauricio Ortega | Supergiros-Gane        |
| 15-19 | Tour de Beauce                  | Canadà       | 2.2  | Gregory Daniel  | Axeon Hagens Berman    |

### Juliol
| Data | Cursa             | País      | Cat. | Vencedor          | Equip                           |
| ---- | ----------------- | --------- | ---- | ----------------- | ------------------------------- |
| 8-17 | Volta a Veneçuela | Veneçuela | 2.2  | Jonathan Monsalve | JHS Aves                        |
| 10   | Tour de Delta     | Canadà    | 1.2  | Ryan Roth         | Silber Pro Cycling              |
| 29-7 | Tour de Guadalupe | França    | 2.2  | Damien Monier     | Bridgestone Anchor Cycling Team |

### Agost
| Data | Cursa        | País         | Cat. | Vencedor       | Equip                  |
| ---- | ------------ | ------------ | ---- | -------------- | ---------------------- |
| 1-7  | Tour de Utah | Estats Units | 2.HC | Lachlan Morton | Jelly Belly p/b Maxxis |

### Setembre
| Data | Cursa           | País         | Cat. | Vencedor        | Equip                         |
| ---- | --------------- | ------------ | ---- | --------------- | ----------------------------- |
| 1-5  | Tour d'Alberta  | Canadà       | 2.1  | Robin Carpenter | Holowesko Citadel Racing Team |
| 10   | The Reading 120 | Estats Units | 1.2  | Oscar Clark     | Holowesko Citadel Racing Team |

### Octubre
| Data | Cursa                  | País              | Cat. | Vencedor      | Equip        |
| ---- | ---------------------- | ----------------- | ---- | ------------- | ------------ |
| 2    | Tobago Cycling Classic | Trinitat i Tobago | 1.2  | James Piccoli | Team PSL/RBC |

### Proves anul·lades
| Data        | Prova                     | País         | Cat. | Causa |
| ----------- | ------------------------- | ------------ | ---- | ----- |
| 14-21 març  | Volta a Mèxic             | Mèxic        | 2.1  |       |
| 20-24 abril | Tour de Santa Catarina    | Brasil       | 2.2  |       |
| 23-30 maig  | Tour de Rio               | Brasil       | 2.2  |       |
| 1-5 juny    | Volta del Paranà          | Brasil       | 2.2  |       |
| 6-10 juliol | Ruta del Centro           | Mèxic        | 2.1  |       |
| 15-21 agost | USA Pro Cycling Challenge | Estats Units | 2.HC |       |
| 25 setembre | Copa Amèrica de ciclisme  | Brasil       | 1.2  |       |

## Classificacions
- Font: Classificacions finals

| #  | Ciclista                 | Equip              | Punts |
| 1  | Greg Van Avermaet (BEL)  | BMC Racing Team    | 615   |
| 2  | Julian Alaphilippe (FRA) | Etixx-Quick Step   | 570   |
| 3  | Jakob Fuglsang (DEN)     | Astana Pro Team    | 475   |
| 4  | Rafał Majka (POL)        | Team Tinkoff       | 435   |
| 5  | Fabian Cancellara (SUI)  | Trek-Segafredo     | 360   |
| 6  | Lachlan Morton (AUS)     | Jelly Belly-Maxxis | 326   |
| 7  | Rohan Dennis (AUS)       | BMC Racing Team    | 295   |
| 8  | Robin Carpenter (EUA)    | Holowesko Citadel  | 277   |
| 9  | Joaquim Rodríguez (CAT)  | Team Katusha       | 275   |
| 10 | Chris Froome (GBR)       | Team Sky           | 270   |

| #  | Equip                         | País         | Punts |
| 1  | Holowesko Citadel Racing Team | Estats Units | 738   |
| 2  | Silber Pro Cycling Team       | Canadà       | 645   |
| 3  | Axeon-Hagens Berman           | Estats Units | 612   |
| 4  | Jelly Belly-Maxxis            | Estats Units | 581   |
| 5  | Rally Cycling                 | Estats Units | 541   |
| 6  | Funvic Soul Cycles-Carrefour  | Brasil       | 377   |
| 7  | Team Jamis                    | Estats Units | 374   |
| 8  | UnitedHealthcare              | Estats Units | 330   |
| 9  | Movistar Team América         | Colòmbia     | 306   |
| 10 | Strongman-Campagnolo-Wilier   | Colòmbia     | 273   |

| #  | País         | Punts  |
| 1  | Colòmbia     | 2753,5 |
| 2  | Estats Units | 2008,5 |
| 3  | Canadà       | 1241   |
| 4  | Argentina    | 862,75 |
| 5  | Veneçuela    | 721    |
| 6  | Xile         | 497,33 |
| 7  | Mèxic        | 463    |
| 8  | Costa Rica   | 434    |
| 9  | Brasil       | 423,66 |
| 10 | Equador      | 375,75 |

| #  | País         | Punts   |
| 1  | Colòmbia     | 1608,25 |
| 2  | Estats Units | 906,92  |
| 3  | Canadà       | 299     |
| 4  | Xile         | 174,33  |
| 5  | Veneçuela    | 134     |
| 6  | Aruba        | 105     |
| 7  | Guatemala    | 97      |
| 8  | Belize       | 89      |
| 9  | Equador      | 88,75   |
| 10 | Costa Rica   | 83      |